# 若杉谷川
若杉谷川（わかすぎたにがわ）は、徳島県阿南市を流れる那賀川水系の河川である。

## 地理
阿南市にある水源から阿南市内を経て那賀川に合流する。若杉谷川沿いの道は遍路道となっており、四国八十八箇所霊場の第二十一番札所・太龍寺がある太竜寺山（618m）が流域に位置する。

## 自然景勝地
- 太竜寺山

## 流域の自治体
徳島県
阿南市